# Lisette van der Geest
Lisette van der Geest (Leiderdorp, 21 september 1983) is een Nederlandse voormalig langebaanschaatsster. Van der Geest schaatste tot het seizoen 2010-2011 bij het Gewest Zuid-Holland onder de trainers Wim den Elsen en Arnold van der Poel. Op 14 april 2011 maakte zij de overstap naar Team Groenewold, de ploeg rond voormalig schaatsster en trainster Renate Groenewold. Gedurende haar loopbaan was ze lid van IJsvereniging Alkemade in Roelofarendsveen. Zij was gespecialiseerd op de 1500 en de 3000 meter.

## Schaatscarrière
Van der Geest beleefde haar doorbraak tijdens de NK Afstanden in november 2008. Daar behaalde ze een bronzen medaille op de 3000 en 5000 meter. Door deze resultaten werd de schaatsster geselecteerd voor de eerste serie wereldbekerwedstrijden van dat seizoen, maar vlak voor haar eigenlijke debuut brak ze in Berlijn haar sleutelbeen. Een onoplettende automobilist reed haar tijdens een fietsrit aan toen hij uit een uitrit kwam. Hierdoor moest Van der Geest haar wereldbekerdebuut uiteindelijk twee weken uitstellen. Haar internationale debuut maakte ze uiteindelijk tijdens de derde world cup-wedstrijd in Moskou op de 5000 meter.
Hierna schaatste Van der Geest meerdere wereldbekerwedstrijden, waaronder de 1500 meter. Op deze afstand behaalde zij eveneens een olympische nominatie, maar deze nominatie wist zij niet te verzilveren nadat ze in 2009 geblesseerd raakte aan haar enkel, met uiteindelijk een operatie tot gevolg. Haar eerdere niveau behaalde zij nooit weer. Op de NK afstanden 2011 eindigde Van der Geest op beide lange afstanden als zevende.

## Sportjournalist
Van der Geest maakte in mei 2012 bekend te stoppen met de schaatssport en zich te richten op een carrière in de journalistiek. Na het beëindigen van haar topsportcarrière werd zij in mei 2012 freelance sportjournalist, onder meer voor de Volkskrant, Schaatsen.nl en Helden. Sinds 2016 werkt Van der Geest voor AD Sportwereld.

## Persoonlijke records
| Afstand      | Tijd     | Datum           | Baan       |
| ------------ | -------- | --------------- | ---------- |
| 500 meter    | 40,28    | 18 maart 2009   | Calgary    |
| 1000 meter   | 1.18,06  | 19 maart 2009   | Calgary    |
| 1500 meter   | 1.57,58  | 18 maart 2009   | Calgary    |
| 3000 meter   | 4.04,03  | 19 maart 2009   | Calgary    |
| 5000 meter   | 7.13,86  | 2 november 2008 | Heerenveen |
| 10.000 meter | 17.50,48 | 29 januari 2018 | Heerenveen |

## Resultaten
| Jaar | NK Afstanden                        | NK Allround |
| ---- | ----------------------------------- | ----------- |
| 2004 |                                     | NC18        |
| 2005 | 16e 3000m                           |             |
| 2006 | 15e 3000m                           |             |
| 2007 | 17e 3000m                           |             |
| 2008 | 17e 1500m 15e 3000m                 | 8e          |
| 2009 | 20e 500m · 7e 1500m · 3000m · 5000m | 6e          |
| 2010 |                                     |             |
| 2011 | 7e 3000m 7e 5000m                   | NC11        |

NC# = niet gekwalificeerd voor de laatste afstand, maar wel als # geklasseerd in de eindrangschikking

### Medaillespiegel
| Kampioenschap | Goud · | Zilver · | Brons · |
| ------------- | ------ | -------- | ------- |
| NK Afstanden  | 0      | 0        | 2       |